# Turdus reevei
El zorzal dorsiplomizo o mirlo dorsiplomizo (Turdus reevei) es una especie de ave paseriforme de la familia de los túrdidos. Es originaria de Perú y Ecuador.
Su hábitat natural son los bosques secos y bosques montanos.
Está clasificado como preocupación menor por la IUCN debido a su amplia gama de distribución.